# Mangora apaporis
Mangora apaporis es una especie de Arachnida del género Mangora, de la familia Araneidae, del orden Araneae.

## Distribución
Mangora apaporis se distribuye por Colombia y Perú.

## Taxonomía
Fue descrita científicamente por Herbert Walter Levi en 2007. Se publicó por primera vez en Levi, H. W. (2007). The orb weaver genus Mangora in South America (Araneae, Araneidae). Bulletin of the Museum of Comparative Zoology 159: 1-144. 